# トラビアン
『トラビアン』（Travian）はドイツのTravian Games GmbHが開発したMMOブラウザゲームである。

## 概要
プレイヤーは古典古代のヨーロッパをモチーフとしたトラビアンの世界でローマン、ガウル、チュートンの3つのうちのいずれかの種族を選択する。他プレイヤーと同盟・抗争しつつ、古代の設計図を手に入れ、ワンダー・オブ・ザ・ワールドを完成させるのがゲームの最終目標である。

## システム
時間経過はログインしていなくても進行するリアルタイム制。日本専用サーバーとしてJP1からJP5の通常サーバーとJPX（時間経過が他サーバーの3倍）の6つが稼動している。
開始当初は正方形のマス目状に敷き詰められた中の1マスの村からスタートし、初期の村位置は（x軸,y軸）=（0,0）を原点とした方角の範囲（北東、東南、西南、北西）か、ランダムから選ぶこととなる。序盤はクエストの要求通りに資源フィールドと建築を進めていくこととなり、選んだサーバーのゲーム内累計時間に応じて設けられた保護期間中は他村からの兵による侵攻が禁止されている。
ゲーム中盤は「秘宝」が追加（T3.5での新仕様）され、終盤にはナタール族が出現、ワンダーオブザワールド（WoW・WW）の建築競争が始まり、ワンダーオブザワールドの完成と共にゲームサーバーリセット。終了時に累積でランキングの上位に残ったプレイヤーと同盟は、運営チームによりその栄光を称えられトラビアンの歴史に名を残すことができる。
パソコン1台毎に「ID1つ」。違法で複数のIDを作成し、故意に自分の村を拡張させる禁止行為をすると、村の人口や拡張を66%までランダムで強制的に下げられてしまう。

## 種族
ローマン
大器晩成タイプ。
- 資源フィールドと建造物の同時建築が可能。終盤まで生存できれば成長速度で他を追い抜く。
- 脆い壁だが防衛ボーナスが一番高い。
- 商人の輸送量が少ない。
- 兵の能力が高いがコストが高く、資源効率が悪い。

ガウル
戦略タイプ。
- 罠施設の建造が可能。
- 壁の耐久性、防衛力は中間。
- 隠し倉庫の容量が他の種族の2倍。
- 商人の輸送速度が速い。
- 防御、攻撃それぞれに特化した兵が用意されている。
- 騎兵の俊敏さが魅力。

チュートン
先取攻撃タイプ。
- 壊されにくい壁だが防衛力が低い。
- 商人の輸送量が多いが、速度は遅い。
- 敵の隠し倉庫の容量の1/3（バージョン3.5は1/5）を略奪可能。
- 兵のコストが低いため序盤から軍拡しやすい。
- ゲーム開始から周囲から略奪を行いスタートダッシュで引き離す戦略に向く

## 兵種
- 英雄
生産施設：英雄の館

- 歩兵（クラブスインガー、スピアマン、アックスマン、レジョネア、プレトリアン、インペリアン、ファランクス、ソードマン）
生産施設：兵舎、大兵舎

- 偵察兵（スカウト、エクイーツ・レガティ、パスファインダー）
生産施設：馬舎、厩舎（スカウトのみ兵舎と大兵舎で生産）（偵察する場合は偵察兵のみ派兵すること）

- 騎兵（パラディン、チュートニックナイト、エクイーツ・インペラトリス、エクイーツ・カエザリス、シューテイタス・サンダー、ドルイドライダー、ヘジュアン）
生産施設：馬舎、厩舎

- 包囲武器（バッテリング・ラム、ファイヤ・カタパルト、ラム｛ガウル・チュートン両方｝、カタパルト、トレブシェ）
製造施設：作業所

- 支配者（元首、議員、首領）
必須施設：官邸もしくは宮殿、集兵所

- 開拓者
必須施設：官邸もしくは宮殿

- 動物（ねずみ、クモ、ヘビ、コウモリ、イノシシ、狼、熊、ワニ、トラ、ゾウ） 
生息場所：非占拠のオアシス

- ナタール兵（パイクマン、ソーンド・ウォーリア、ガーズマン、バーズ・オブ・プレイ、アックスライダー、ナタリアン・ナイト、ワーエレファント、バリスタ、ナタリアン皇帝、開拓者）

## 新規村開拓、占領
トラビアン内では最初はひとつの村からスタートし、それ以降村を増やしていく事となる（最後まで1村の人もいる）。
村を増やす具体的な方法としては、二つやり方がある。
1. 開拓
空いているマスに新規に村を作る方法。開拓者を三人訓練し、各資源750ずつを持たせて空いているマスに送る。到着後自動で新しい村が作られる。
なお、新規に開拓された村は最初は「新しい村」という名前になっている。
  - 訓練必須施設
    - 官邸Lv.10/20
    - 宮殿Lv.10/15/20

  - 研究必須施設
    - なし
2. 占領
すでに存在する村を占領し、自分の村にしてしまう方法。元首/議員/首領を訓練し、官邸/宮殿がない状態の村へ通常攻撃として送る事により相手の村の忠誠心が下がって行き、0%になった時にその村が自分の村となる。占領すると、資源地と建造物のレベルが全て1下がる。

注意
官邸や宮殿があると占領出来ない。また、元首/議員/首領は学院で研究してから訓練する必要がある。
- 訓練必須施設：
  - 官邸Lv.10/20
  - 宮殿Lv.10/15/20

- 研究必須施設：
  - 学院Lv.20
  - 集兵場Lv.10

## 村の種類
空いているマス（開拓可能なマス）の資源パネルの組み合わせにはいくつか種類がある。なお、初期村は必ず「きこり4、粘土採掘場4、鉄鉱山4、農耕地6」の組み合わせになっている。
| きこり | 粘土採掘場 | 鉄鉱山 | 農耕地 | 備考 |
| ------ | ---------- | ------ | ------ | --- |
| 4      | 4          | 4      | 6      | 最も基本的な組み合わせ。初期村（最初にログインしたときにもらえる村）は必ずこの組み合わせである。                                                        |
| 5      | 3          | 4      | 6      | きこりが粘土採掘場の位置にはみ出した形の組み合わせ。 |
| 5      | 4          | 3      | 6      | きこりが鉄鉱山の位置にはみ出した形の組み合わせ。 |
| 3      | 5          | 4      | 6      | 粘土採掘場がきこりの位置にはみ出した形の組み合わせ。 |
| 4      | 5          | 3      | 6      | 粘土採掘場が鉄鉱山の位置にはみ出した形の組み合わせ。 |
| 3      | 4          | 5      | 6      | 鉄鉱山がきこりの位置にはみ出した形の組み合わせ。 |
| 4      | 3          | 5      | 6      | 鉄鉱山が粘土採掘場の位置にはみ出した形の組み合わせ。 |
| 3      | 4          | 4      | 7      | 農耕地がきこりの位置にはみ出した組み合わせ。 |
| 4      | 3          | 4      | 7      | 農耕地が粘土採掘場の位置にはみ出した組み合わせ。 |
| 4      | 4          | 3      | 7      | 農耕地が鉄鉱山の位置にはみ出した組み合わせ。 |
| 3      | 3          | 3      | 9      | 農耕地が各資源パネルひとつずつの位置にはみ出した組み合わせ。中農場（中農）とも呼ばれる。主に攻撃兵の生産拠点となることが多い。                          |
| 1      | 1          | 1      | 15     | 農耕地が各資源パネルひとつずつを除いて埋め尽くした組み合わせ。大農場（大農）とも呼ばれる。主に首都や2個目以降の取得で攻撃兵の生産拠点となることが多い。 |

## オアシス
フィールド上には村開拓可能な空きスペースと他の村以外に、獲得時に特定の資源の生産量を増加させるオアシスが設置されている。それぞれ特定の資源をひとつにつき25%上昇させる。穀物と他の資源増加の対になっている物もある。また、オアシスは獲得したその村にしか効果がない（同じプレーヤーの他の村には影響がない）。そしてオアシスの獲得には特定レベルの英雄の館が必要である。

### 無占拠のオアシス
オアシスは無占拠時は自然の兵（動物）がいてオアシスを守っている。動物の数は放っておくと増加し、そのスピードは動物の数が少ないほど早い。また、無占拠時のオアシスには奇襲攻撃しか行えない。

### オアシスの占拠の方法
オアシスは1村につき3つまでしか占拠、所有することができない。
無占拠のオアシス
無占拠のオアシスを占拠するには、英雄を含んだ攻撃でオアシスに存在する動物を0にし、英雄が生還すればオアシス占拠完了となる。
占拠中のオアシス
占拠中のオアシスを自分のオアシスとして再占拠する場合、英雄を含む攻撃（占拠中のオアシスには通常攻撃も開放される）で特定回数オアシスを攻撃し、忠誠心を下げることにより獲得可能である。
- 相手のオアシス所有村がオアシスを1つ所有している場合：3回攻撃で再占拠可能
- 相手のオアシス所有村がオアシスを2つ所有している場合：2回攻撃で再占拠可能
- 相手のオアシス所有村がオアシスを3つ所有している場合：1回攻撃で再占拠可能

### オアシス占拠に必要な英雄の館のレベル
- オアシス1つ獲得：Lv.10
- オアシス2つ獲得：Lv.15
- オアシス3つ獲得：Lv.20

## 建物
- 本部：それぞれの村に必ず建てる必要がある建物。（初期村・開拓した村には最初からレベル1の本部が建っている）建造速度を速める効果がある。 レベル10になると既に建設済みの建物を壊すことができる。
- 倉庫：木・粘土・鉄を貯蔵するための建物。
- 穀倉：穀物を貯蔵するための建物。
- 隠し倉庫：村を襲撃された際に隠し倉庫の容量分だけ確保できる。チュートン族はそれでも隠し倉庫の33%ほどを奪っていく。ガウル族ならば確保容量が2倍になっている。
- 大使館：同盟に入るために必要な建物。レベル3になると自分で同盟を作ることができるようになる。
- 集兵所：特定の場所にしか建てられないが、軍事情報を見ることができる建物。レベルが上がるとカタパルトで攻撃する建物を選択できるようになる。
- 市場：他の村と資源交易をおこなうことができる建物。レベルはそのまま商人の人数となる。種族によって商人の積載容量と移動速度が異なる。
  - ローマン族 500個/16マス
  - チュートン族 1000個/12マス
  - ガウル族 750個/24マス
- 兵舎：歩兵系ユニットの生産ができる建物。
- 厩舎：騎乗系ユニットの生産ができる建物。
- 作業場：包囲武器の生産ができる建物。
- 学院：各種ユニットを生産可能にするために必要な建物。
- 鍛冶場：各種ユニットの攻撃力を上げることができる建物。上限は鍛冶場のレベルに等しい。
- 防具工場：各種ユニットの防御力を上げることができる建物。上限は防具工場のレベルに等しい。バージョン4.4では鍛冶場と統合され、なくなった
- 宮殿：その村を首都として定めることができる建物。自身が所有する村のうちいずれか1箇所にしか建てられず、官邸と一緒に建てられない。
- 官邸：この建物がある限り征服を阻止できる建物。宮殿と一緒に建てられない。
- 貿易事務所：商人の馬車を改良して商人1人の運搬量を多くできる建物。最大200%。
- 石工：村の建物の耐久力を上げることができる。首都にしか建てることができない。
- 闘技場：30マス以上の移動が発生する際の移動速度を速められる建物。
- ワンダーオブザワールド（WW・WoW）：ゲームの一番重要な建物といえる。この建造物を建てた同盟が勝者となる。ゲーム終盤になって、設計図を手に入れないと建てることができない。また、ナタール族の特別な村でないと建てることができない。

## ワンダーオブザワールド建設の流れ
1. ナタール村の出現（全14村あるが1つは首都なので占領が出来るのは13村）
2. ナタール村をプレイヤーが占領
3. ワンダーオブザワールド建設用設計図を所有したナタール村の出現
4. 設計図を所有した村へ攻撃・設計図の確保
5. 占領したナタールの村（WW村）でワンダーオブザワールドの建設
6. ワンダーオブザワールドLv.50（二枚目の設計図確保）
7. ワンダーオブザワールドを最初にLv.100にした者が勝者

## WW情報・WW攻略戦（WW戦）
ワンダーオブザワールド攻略戦はトラビアンで一番重要な場面であり、これによって勝敗が決まる。
WW戦では、ワンダーオブザワールド村と設計図の死守が特に重要である。
WW村を攻撃する場合は、大倉庫を破壊する方が打撃を与えられる（WWよりもろいのに加えてWWより再建時間が長い）。
すでにレベル100へ建設中の場合は大倉庫を破壊しても意味が無い（WWがダメージを与えられない事が前提）。
WW村では金貨による即建設はできないがPlus アカウントのように2つ同時建設が可能。
T3.6以前のバージョンでのWW村では兵士の穀物消費が半分である（T4以降のサーバーでは穀物の消費量は一般の村と同じである）。
WW村は首都にする事が出来ない。
WWのレベルが5の倍数と96,97,98,99になるとナタールよりWW村に攻撃が来る。
この攻撃はレベルが上がるごとに強くなる。
WW村（ナタール）が出現すれば統計でWW村の情報（村番号、所有者名、WWの名前、所属同盟、ナタールからの攻撃が来ているか否か）が見える。
ナタール村の首都は無限の罠があり、攻撃した場合は兵士が一人も帰ってくることは無い。
また、WW村が出現してから一定の期間が過ぎても、プレイヤーがWWのLvを100に出来ない場合、ナタール族がWWのレベルを上げ始める。
どのくらいのペースで建築が行われるのかは、バージョンやサーバースピードによって違うが、ナタールWWのLvがプレイヤーWWのLvを抜いたとしても、ナタールWWの建設速度はきわめて遅く抜き返すことは可能である。
6期JPXにおいて世界で初めてナタールWWのLvが100に到達した。
これによりナタールWW完成を含む全てのエンディングクレジットが判明することとなる。
第6期JPXでは各勢力の力関係が6期JPXにおいて世界的に見ても極めて珍しい状態となった。
ナタールWWがLv100に到達した最大の原因でもあるが一部の勢力（見方によってはただ一人のプレイヤー）が全てのプレイヤーに影響を与えた。
1. プレイヤー数が少なかった（上記にある「ただ一人のプレイヤー」を敬遠しプレイヤー数が少なかった）
2. 同盟における有力プレイヤー所属数の偏りが極めて顕著に現れた（上記にある「ただ一人のプレイヤー」を慕い集まった）

そして、慕い集まった有力プレイヤーの集団がその他の勢力を全て敵に回し戦争を仕掛け双方共にWWを完成させる事が出来ないほど疲弊したのである。
前者の勢力が当初よりナタールによるWW完成を目指していたため双方共に致命的なほど疲弊した後、ナタールWWが完成することとなった。
この事からもわかる様にTravianに置いて一個人の意思が全体に致命的な影響を与える事が可能と証明されたのである（もはや独裁と呼んでも差支えが無いレベルである）。
これは、テストサーバー時起こったトラビアンにおけるもうひとつの事件（おそらく世界初）であるたった一人のプレイヤーが50名近い大同盟を僅か1日で潰した件も
一人の人間がそのサーバー内のプレイヤーの殆どを味方につけたというナタールWWに似た状況であった、これは多くの海外プレイヤーにも衝撃を与えたようである。
この様なゲームは最近ではほぼ見られないため、Travianは絶滅危惧種的な貴重なゲームであるとも考えられる。
ただし、プラウザゲームのほとんどは絶滅危惧種的で貴重なゲームtravianに類似したゲームシステムである。

## 現在のJPサーバー
WWが完成しサーバーが終了すると、その後同じサーバーがリセットされ開始される。
JP1～JP5はおおよそ1年、JPXは4ヶ月～6ヶ月でサーバーが終わるのが常である。
第6期JPXは異例中の異例でスピードサーバーであるにもかかわらず約11ヶ月続いた。